# Fianoniella laeviscutum
Fianoniella laeviscutum là một loài tò vò trong họ Ichneumonidae.